# Красноклювый кракс
Красноклю́вый кракс, Красноклювый Гокко (лат. Crax blumenbachii) — очень редкая птица из семейства краксов.

## Открытие
Вид был впервые описан в 1825 году Иоганном Баптистом фон Спиксом  и долгое время был известен только из рассказов натуралистов, таких как принц Максимилиан Вид-Нойвид, который обнаружил его в 1816 году. Своё название вид получил в честь Иоганна Фридриха Блуменбаха, известного немецкого антрополога и учителя принца Вид-Нойвида. В августе 1939 года немецкий орнитолог Гельмут Зик предпринял экспедицию в бразильский штат Эспириту-Санту и обнаружил первые экземпляры красноклювого кракса на воле у Риу-Купидо и у Риу-Доси рядом с Линхаресом. Перед этим открытием два экземпляра попали в зоопарк Нью-Йорка и три музейных экземпляра в Европу.

## Описание
Эти птицы могут достигать длины 84 см. Оперение самцов блестяще чёрное с лёгким зеленовато-синим отливом. Хвост чёрный. Надхвостье и подхвостье белые. На голове чёрный гребень из волнистых перьев. Тёмно-коричневый клюв с чёрной вершиной украшает красно-оранжевая выпуклость с наростами. Тёмно-коричневые, почти чёрные глаза окружены фиолетово-коричневой кожей лица, в остальном на лице перья чёрного цвета. Длинные ноги окрашены в чёрный цвет. У самки рыжие надхвостье и подхвостье. Верхняя сторона и хвост чёрные как у самцов, однако, у них имеется большее количество почти незаметных волнообразных полос от рыжего до каштанового цвета на крыльях, а также хвосте и нижней части живота. Более короткий гребень чёрный и имеет обычно три тесно лежащих рядом белых пера. Клюв и кожа бледно чёрные. У них нет наростов и выпуклости на клюве, а только маленькое утолщение. Глаза светло-коричневые и гораздо бледнее чем у самцов. Цвет ног варьирует от слабого кроваво-красного до слабого розового цвета.

## Образ жизни
Как и все краксы самка откладывает 2 яйца с промежутком в 48 часов. Птенцы появляются на свет через 28—30 дней. Питание красноклювого кракса состоит из плодов, семян и насекомых, которых он подбирает с земли. Продолжительность жизни может составлять до 20 лет (в неволе).

## Угрозы и охрана
На воле ещё встречается менее 250 особей, распределённых на 4 или 5 резерваций. Самые большие популяции находятся в Sooretama Reserve (60 особей) и в Linhares Forest Reserve (100 особей) в Эспириту-Санту.
Сейчас 13 зоопарков (том числе Chester Zoo, Vogelpark Walsrode, Cracid Breeding Center, Zutendaal, Бельгия, Diergaarde Blijdorp, Роттердам) стараются в рамках Европейской программы по сохранению и размножению исчезающих видов восстановить популяцию в неволе. Птиц выращивают в неволе, таким образом популяцию можно увеличить, выпуская их на волю.